# Diary of Dreams
Diary of Dreams ist eine deutsche Band um den Sänger Adrian Hates. Anfänglich im Dark-Wave-Umfeld angesiedelt, wandelte sich die Musik von Diary of Dreams ab der Jahrtausendwende drastisch und es kamen Elemente aus dem Future Pop hinzu.

## Bandgeschichte
Adrian Hates war vor 1989 einige Zeit als Gitarrist in zwei Schülerbands, die ihm jedoch nicht geeignet schienen, um seine musikalischen und textlichen Ideen zu verwirklichen. Im Jahr 1989 schrieb er das Gitarrenstück Tagebuch der Träume, das ihm schließlich die Inspiration für den Bandnamen Diary of Dreams brachte. Auf der Suche nach weiteren Musikern, die seine Ideen teilten, fand er nur den Gitarristen Alistair Kane, mit dem er 1989 Diary of Dreams gründete. Die ersten vier 1990 aufgenommenen Demostücke wurden nie veröffentlicht, da Adrian sie für zu schlecht hielt.
1994 wurde schließlich das Debütalbum Cholymelan auf Dion Fortune Records, dem Label von Garden of Delight, bei denen Adrian Hates seit 1992 Bass spielte, veröffentlicht. Inspiriert von Dion Fortune gründete Adrian Hates 1995 sein eigenes Label Accession Records, auf dem alle späteren Veröffentlichungen erschienen.
Für die Aufnahmen von Psychoma? 1998 wurde Diary of Dreams um Christian Berghoff (Gitarre) und [Os]mium (Keyboard) erweitert. 1999 wurde das Debütalbum Cholymelan wiederveröffentlicht und die Compilation Moments of Bloom mit Remixen veröffentlicht. Christian Berghoff verließ Diary of Dreams, um ein Jahr in London zu leben. Nach seiner Rückkehr war er nur noch für Accession Records tätig. Als Ersatz kam Torben Wendt (Keyboard und Gesang), Sänger und Mastermind von Diorama, und ergänzte Adrian Hates insbesondere beim Gesang.
2001 stieg Alistair Kane aus und wurde ersetzt von Lil'K, die wiederum ein Jahr später von Gaun:A ersetzt wurde. Außerdem kam mit Ray:X der erste Schlagzeuger der Bandgeschichte, der Diary of Dreams jedoch 2004 verließ und Keyboarder von Psyche wurde. Als Ersatz kam 2004 D.N.S (Suicide Commando, Tactical Sekt, Feindflug, Davantage). Außerdem verließ [Os]mium Diary of Dreams aus beruflichen Gründen und wurde von Kean Sanders ersetzt, der sich jetzt mit Torben Wendt abwechselt. Die Aufnahmen zu Nigredo 2004 waren etwas Besonderes in der Geschichte von Diary of Dreams, da Gaun:A als erstes Diary-of-Dreams-Mitglied mit Adrian Hates gemeinsam ins Studio ging. Außerdem ist Gaun:A auf den Promobildern zu Nigredo zu sehen. Auch bei den Aufnahmen zu Menschfeind war Gaun:A mit von der Partie.
Es folgten die EP Menschfeind, das Live-Album Alive (beide 2005) so wie das Album Nekrolog 43 (2007). Mit diesem Album wagten Adrian Hates und Gaun:A zum ersten Mal einen Schritt in Richtung der organischen Musik – sie versuchten also, mehr „echte“ Instrumente miteinzubringen. Anfang des Jahres 2009 wurde die neunte CD der Bandgeschichte unter dem Namen (if) angekündigt. Sie ist am 13. März 2009 erschienen, es sind vier Bonus-Songs auf einer eigenen CD mit dem Namen g(if)t enthalten.
Mit Ego:X erschien am 26. August 2011 ein neues Album, das wiederum als Doppel-CD („X1“ und „X2“) in den Handel gelangte, wobei X2 ebenfalls vier Bonus-Songs enthält. Martin Keßler, bekannt als Synchronstimme von Nicolas Cage und Vin Diesel, übernahm bei sechs Stücken (Intro, Element 1: Zeitgeist, Element 2: Illusion, Element 3: Stagnation, Element 4: Angst, sowie Element: 5: Resignation) eine Sprechrolle.
Außerdem sang Adrian Hates auf dem Titel „Push Me“ zum ersten Mal ein Duett mit der britischen Sängerin Amelia Brightman, der Schwester von Sarah Brightman, ein.
Am 19. Oktober 2012 veröffentlichte Diary of Dreams das erste Akustik-Album mit dem Titel The Anatomy of Silence, auf dem 10 Diary of Dreams-Songs akustisch interpretiert wurden. Im selben Monat spielte die Band eine gleichnamige Akustik-Tournee in 13 Städten, unter anderem in der Lukaskirche (Dresden) und der Christuskirche Bochum. Erstmals spielte Gaun:A hierbei auch Kontrabass und Felix Gerlach Violoncello.
Im Herbst 2015 veröffentlichte die Band das 15. Studio-Album Grau im Licht. Das Album wird als härter gegenüber den vorherigen Veröffentlichungen beschrieben.
Am 26. April 2024 wurde das 16. Album Under a timeless spell veröffentlicht. Gemeinsam mit der Philharmonie Leipzig interpretieren Diary of Dreams einige ihrer alten Klassiker akustisch neu.
Ein Nebenprojekt von Adrian Hates und Gaun:A ist ".com/kill".

## Diskografie
Bis auf Cholymelan (1994) sind alle Aufnahmen bei Accession Records erschienen.

### Alben
- 1994: Cholymelan (Dion Fortune)
- 1996: End of Flowers
- 1997: Bird Without Wings
- 1998: Psychoma?

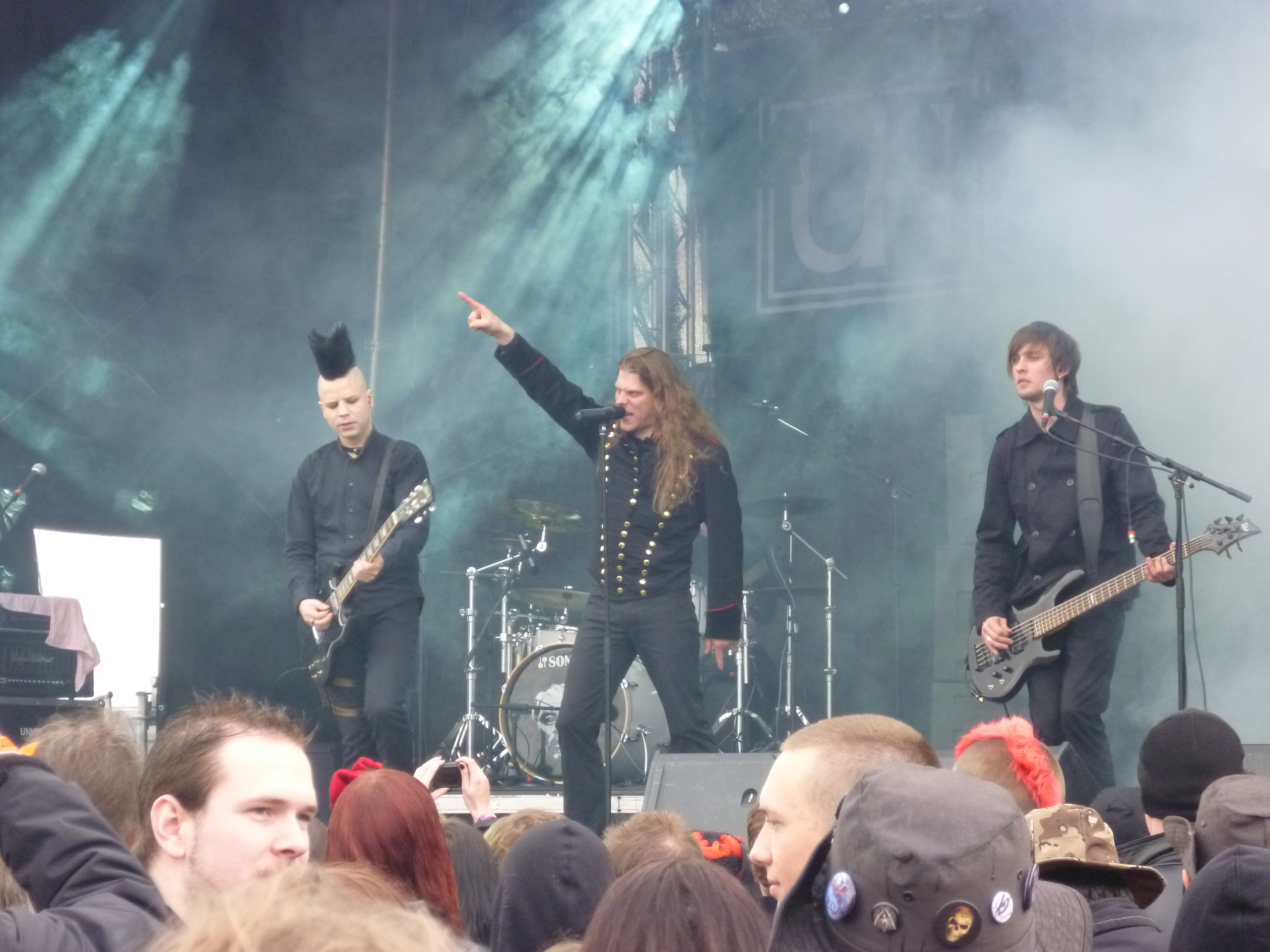
Diary of Dreams auf dem Hexentanz-Festival 2010

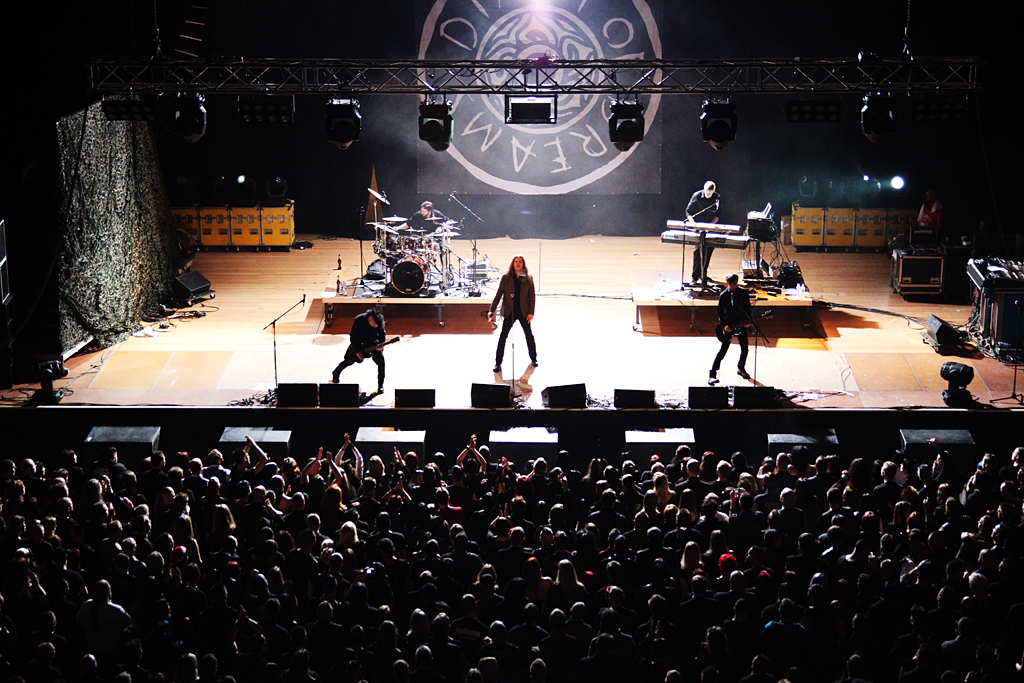
Diary of Dreams auf dem Dark Storm Festival 2010

- 1999: Cholymelan (Re-Release mit Bonustracks)
- 2000: One of 18 Angels
- 2002: Freak Perfume
- 2002: Panik Manifesto (EP)
- 2004: Nigredo
- 2005: MenschFeind (EP)
- 2007: Nekrolog 43
- 2009: (if) – the Memento Ritual Project
- 2011: Ego:X
- 2014: Elegies in Darkness
- 2015: Grau im Licht
- 2017: Hell in Eden
- 2023: Melancholin
- 2024: Under a timeless spell

### Kompilationen und Livealben
- 1999: Moments of Bloom
- 2003: Dream Collector
- 2005: Alive (Live-Album)
- 2010: A Collection of … (Online-Best-of-Album)
- 2012: Dream Collector II (Remix-Album)
- 2012: The Anatomy of Silence (Akustik-Album)
- 2016: reLive

### Singles
- 2001: O’ Brother Sleep
- 2002: Amok
- 2004: Giftraum
- 2007: The Plague
- 2009: King of Nowhere

### Videoalben
- 2006: Nine in Numbers (Live-DVD)